# پشت قلعه چوار
پشت قلعه چوار مربوط به دوران‌های تاریخی پس از اسلام است و در شهرستان ایلام، بخش چوار، روستای مورت واقع شده و این اثر در تاریخ ۱۷ اسفند ۱۳۸۱ با شمارهٔ ثبت ۸۰۰۰ به‌عنوان یکی از آثار ملی ایران به ثبت رسیده است.